# Хорхе Гальєго
Хорхе Галлего (ісп. Jorge Gallego, нар. 25 березня 1939, Калі) — колумбійський футболіст, що грав на позиції нападника зокрема за національну збірну Колумбії. Найкращий бомбардир в історії клубу «Депортіво Калі».

## Клубна кар'єра
У дорослому футболі дебютував 1961 року виступами за команду «Мільйонаріос», в якій провів три сезони. 
Згодом протягом 1964 року захищав кольори клубу «Депортес Кіндіо», після чого перебрався до «Депортіво Калі». Відіграв за команду з Калі наступні вісім сезонів своєї ігрової кар'єри. Більшість часу, проведеного у складі «Депортіво Калі», був основним гравцем атакувальної ланки команди. За цей час забив у її складі 201 гол в усіх турнірах, що лишається клубним рекордом.
Завершував ігрову кар'єру у команді «Америка де Калі», за яку виступав протягом 1974—1975 років.

## Виступи за збірну
1966 року дебютував в офіційних матчах у складі національної збірної Колумбії.
Загалом протягом п'ятирічної кар'єри у національній команді провів у її формі 14 матчів, забивши 4 голи.

## Титули і досягнення
- Бронзовий призер Ігор Центральної Америки та Карибського басейну: 1970